# عطاء الله صالحي
سيد عطاء الله صالحي (بالفارسية: سيد عطاء الله صالحي) هو قائد عسكري إيراني ونائب رئيس هيئة الأركان العامة للقوات المسلحة الإيرانية. کان القائد العام لجيش الجمهورية الإسلامية الإيرانية في فترة ما بين 2005 حتی أغسطس 2017. تم تعيينه كنائب رئيس هيئة الأركان العامة للقوات المسلحة الإيرانية في 21 أغسطس عام 2017 عبر حکم القائد العام للقوات المسلحة الإيرانية سيد علي خامنئي.

## انظر أیضا
- جيش الجمهورية الإسلامية الإيرانية
- أحمد رضا بوردستان